# Мороз Григорій Федорович
Григорій Федорович Моро́з (нар. 28 лютого 1927, Корнин — пом. 2 квітня 2003, Київ) — український художник декоративно-ужиткового мистецтва; член Спілки художників України з 1968 року. Чоловік художниці декоративного текстилю Тамари Мороз.

## Біографія
Народився 28 лютого 1927 року в селі Корнині (тепер селище міського типу Житомирського району Житомирської області, Україна). 1946 року закінчив Київське училище прикладного мистецтва; у 1954 році — Львівський інститут декоративного і прикладного мистецтва (викладачі Іван Сенів, Геннадій Леонов, Василь Любчик). Відтоді викладав у ньому.
У 1956–1960 роках працював у Києві архітектором інституту «Укрдіпромеблі»; у 1960—1963 роках — інженером декоративного мистецтва з інтер'єрів пасажирських автомобілів а/с № 4; у 1963–1966 роках — начальником сектору машинобудування Спеціального художньо-конструкторського бюро; у 1966–1967 роках — художником-монументалістом творчо-виробничого комбінату. Жив у Києві в будинку на вулиці Бастіонній № 3/12, квартира 62. Помер у Києві 2 квітня 2003 року.

## Творчість
Працював в галузі художнього конструювання та монументально-декоративного мистецтва. Серед робіт:
- вітраж «Україна» (1973, санаторій «Миргород»);
- керамічне панно «1500-річчя Києва» (1982, санаторій «Конча-Заспа»).

художнє конструювання
- літаків (1962);
- мотоцикла «Дніпро-1» (1967);

мозаїки у школах (№ 137, № 190 та інших) Києва
- «Всесвіт у минулому» (1967);
- «Всесвіт сьогодні» (1967);
- «Дерево життя» (1968);
- «Данко» (1969);
- «Леся Українка» (1970);
- «Молодість» (1972);